# مجتمع العبيد (كتاب)
مجتمع العبيد: الحياة في مزارع الجنوب فيما قبل الحرب الأهلية (بالإنجليزية: The Slave Community: Plantation Life in the Antebellum South)، هو كتاب ألفه المؤرخ الأمريكي جون ويزلي بلاسينجيم. نُشر الكتاب في عام 1972؛ ويعد من أوائل الدراسات التاريخية عن العبودية في الولايات المتحدة التي تُكتب من وجهة نظر المستعبَد. وتتعارض الآراء المذكورة بالكِتاب مع تلك الخاصة بالمؤرخين والتي فسرت التاريخ بشكل يوحي بأن العبيد الأمريكيين من أصل أفريقي كانوا طيّعين وخاضعين، أو ما يطلق عليهم اسم سامبو، وأنهم كانوا يستمتعون بمزايا العلاقة الأبوية المسيطرة التي تجمع بين السيد والعبد في مزارع الجنوب، مشيرًا إلى أنها كانت علاقة هيمنة وسيطرة ونزوع لتفوّق العنصر الأبيض على الأسود.
استخدم بلاسينجيم علم النفس في تحليل مذكرات العبيد الهاربين، والتي نُشرت في القرن التاسع عشر، وخلص إلى أنه ثمة ثقافة مستقلة نشأت فيما بين المستعبَدين، وأنه ثمة تنوع في أنماط شخصياتهم. وقد أشاد بعض الكُتَّاب بما خرج به بلاسينجيم من استنتاجات، فقال الكاتب رالف أليسون: «لم يكن البيض الجنوبيين قادرين على المشي، أو الحكي، أو صياغة القوانين وتطبيق العدالة، أو الغناء، أو التفكير بالجنس، أو الحب، أو العائلة، أو الحريَّة، دون مُراعاة وجود الزنوج في حياتهم».
حصد الكتاب إعجاب طائفة واسعة من المؤرخين والكتَّاب نظرًا لأنه كان أول كتاب يتناول حياة العبيد الأفارقة الأمريكيين من وجهة نظرهم هم كفئة من المجتمع الأمريكي، وتجلت أهميته في أنه أثار الآراء النقدية لمدة أربع سنوات بعد نشره. وعلى الرغم من إشادة علماء تاريخ العبودية في الولايات المتحدة بأهمية كتاب مجتمع العبيد، فقد لاقى الكتاب انتقادات حادة فيما يتعلق بالنتائج التي خرج بها بلاسينجيم ومنهجيته ومصادره، فقيل أن الكتاب لا يبدو متوازياً من حيث عمقه في بعض الأحيان، ويبدو أنه منعدم التوازن والترابط في مواضع أخرى، كما قيل أن منطقه يتلاءم مع الاستنتاجات التي أوردها، في حين أنه يبدو غامضاً أو غير مفهوماً في مواضع أخرى. وأضيف أن بلاسينجيم فشل في مقارنة المستعمرات و/أو المناطق التي شاعت فيها العبودية ببعضها البعض، فخرج باستنتاجات غير دقيقة تماماً، وكانت مقارناته مكررة وشبيهة، وأنَّه ترك الأمر للقارئ ليقوم بالمقارنات. بالإضافة إلى ذلك، اعترض المؤرخون على الاستعانة بمذكرات العبيد لأنها لم تُعتبر مصادر موثوقة أو حيادية. وتساءلوا عن سبب عدم استعانة بلاسينجيم بأكثر من 2,000 مقابلة تقريبا أُجريت مع أمريكيين أفارقة كانوا عبيدًا في الماضي، وذلك في إطار مشروع الكتّاب الفيدراليين التابع لإدارة مشروعات العمل [الإنجليزية]، وهي وكالة حكومية أمريكية كانت مخصصة لخلق فرص عمل في ثلاثينيات القرن العشرين. وقد علق المؤرخون أيضًا على أن تطبيق بلاسينجيم للنظرية النفسية لم يعُد يتماشى مع تفسيراته في الكتاب؛ فقيل بأنَّه عمم كلامه عن حياة العبيد واستئصال ثقافتهم بشكلٍ مبالغ فيه، وأنَّه استخدم نظريَّات فلسفيَّة مرتبطة بعلم النفس ما تزال موضع جدال كبير. وفي المقابل، دافع بلاسينجيم عن النتائج التي أوردها في كتابه في اجتماع عقدته رابطة دراسة حياة الأمريكيين الأفارقة [الإنجليزية] في عام 1976.
وفي عام 1979، نشر بلاسينجيم نسخة منقحة ومزيدة من كتابه مجتمع العبيد. وبغض النظر عن الانتقادات الموجهة للكتاب، يظل مجتمع العبيد من الكتب المرجعية الأساسية لدراسة حياة العبيد في جنوب البلاد قبل الحرب الأهلية وثقافتهم.

## خلفية تاريخية
قبل عام 1972، لم تُقم دراسة تاريخ العبودية في الولايات المتحدة وزنًا لشهادات المستعبَدين، واستمر ذلك الوضع حتى كتبت أولريتش بونل فيليبس أول دراسة تاريخية في القرن العشرين عن العبودية وأكبرها. وفي دراستها تحت عنوان عبودية الزنوج الأمريكيين عام 1918، أشارت فيليبس إلى غالبية العبيد بوصفهم «زنوجًا تسببت صفاتهم العرقية في جعلهم خاضعين بالفطرة وليسوا مناضلين، فهم سعداء لا يحملون للدنيا همًا وليسوا تعساء مثقلين بهمومها، وودودين ومتزلفين وليسوا عابسين ومتجهمين. وهذه العيوب عينها هي التي جعلت منهم تربة خصبة للسيطرة الأبوية وليس القمع». يعج كتاب عبودية الزنوج الأمريكيين بالخطابات العنصرية ويدعم ضعة الجنس الأسود، وهو ما كان شائعًا في جنوب الولايات المتحدة في ذلك الوقت. وعلى الرغم من انتقاد الأكاديميين الأمريكيين من أصل أفريقي، ومنهم دبليو. إي. بي.. دي بواه، تصوير فيليبس للعبيد، فقد اُعتُبِر الكتاب المرجع الأم عن العبودية في أمريكا حتى خمسينات القرن العشرين.
إلا أن تفسيرات فيليبس للعبودية أضحت محل خلاف بعد نشر كتاب المؤسسة الخاصة: العبودية في الجنوب في الفترة السابقة للحرب الأهلية عام 1956 لمؤلفه كينيث ميلتون ستامب، وكتاب العبودية: مشكلة في الحياة الأمريكية المؤسسية والفكرية عام 1958 لمؤلفه ستانلي موريس إلكينز. ولم يعالج ستامب في دراسته العبودية بوصفها طبيعة فطرية كما جاء في التفسيرات العنصرية في كتاب عبودية الزنوج الأمريكيين، بل بدأ ستامب نقاشه من أنه لا توجد اختلافات فطرية بين سود البشرة وبيض البشرة. وشكك ستامب في حقيقة السلطة الأبوية المسيطرة في المَزارع كما وصفتها فيليبس، فيقول: «للتحقق من حقيقية السلطة الأبوية المسيطرة في الفترة السابقة للحرب الأهلية... يجب فصلها عن الوهم الذي يحيط بها وتحليلها بشكل نقدي». ويشارك إلكينز ستامب في دحض ادعاء فيليبس بأن العبيد الأمريكيين الأفارقة هم بطبيعتهم خاضعون أو سامبوز. ويؤكد إلكينز أنه جرت معاملة العبيد كما لو كانوا أطفالًا، أو كما لو أنهم قد صُنعوا ليصبحوا سامبوز خاضعين عن طريق المعاملة الوحشية التي تلقوها من مالكيهم أو المشرفين عليهم. ويقارن إلكينز هذه العملية بمعاملة اليهود معاملة الأطفال في معسكرات الاعتقال النازية.
وقد اتخذ ستامب وإليكنز، مثلما فعلت فيليبس، من سجلات المَزارع وكتابات مالكي العبيد مراجعهما الأولية والأساسية. ويؤكد ستامب أن من يتساءلون عن رأي العبيد أنفسهم في الاستعباد قليلون. ولم يحفل المؤرخون بكتابات العبيد ومنها مذكرات العبيد الهاربين في القرن التاسع عشر، واعتبروها غير موثوقة وغير حيادية. ويرجع ذلك إلى أن الداعين إلى التحرير من العبودية هم من قاموا بتحرير تلك الكتابات. ولم يقم العلماء وزنًا أيضًا للمقابلات التي أجراها مشروع الكتّاب الفيدراليون [الإنجليزية] التابع لإدارة مشروعات العمل مع أمريكيين أفارقة كانوا عبيدًا في الماضي وعددها 2,300 مقابلة. ويعزى ذلك إلى أن المراجع المكتوبة بأيادي البيض كانت تحظى بأهمية أكبر. ويؤكد ذلك ما أشار إليه المؤرخ جورج ب. رويك، عندما قال: «لم يتحكم السادة في الحياة في الماضي فحسب، بل تحكموا أيضًا في التاريخ الذي يُدون».
وجاءت سبعينيات القرن الماضي لتقدم دراسات ابتعدت عن كتب التاريخ التقليدية عن العبودية، وأعادت تقييم وجهات النظر. وظهرت أيضًا دراسات جديدة استعملت مذكرات العبيد والمقابلات التي أُجريت في إطار مشروع الكتّاب الفيدراليين التابع لإدارة مشروعات العمل. ومن هذه الدراسات التي كُتبت من وجهة نظر العبيد كتاب من شروق الشمس إلى غروب الشمس: صنع مجتمع السود عام 1972 لمؤلفه جورج رويك، وكتاب تحرك يا جوردان، تحرك: العالم وصنع العبيد لمؤلفه إيوجين دومينيك جينوفيز، وكتاب الأغلبية السوداء: الزنوج في جنوب كاليفورنيا الاستعماري من 1670 حتى ثورة استونو عام 1974 لمؤلفه بيتر هـ. وود، وكتاب هذا النوع من الأملاك: حياة العبيد وثقافتهم في الجنوب القديم عام 1976 لمؤلفه ليزلى هوارد أوين، وكتاب العائلة السوداء في ظل العبودية والحرية من 1750 إلى 1925 عام 1976 لمؤلفه هيربرت جورج جتمان، وأيضًا كتاب ثقافة سوداء وضمير أسود: فكر الأمريكييين الأفارقة من العبودية إلى الحرية عام 1977 لمؤلفه لورانس ليفني. وكان كتاب مجتمع العبيد لمؤلفه جون ويزلي بلاسينجيم واحدًا من الدراسات التي أثارت ضجة كبيرة.

## فكر بلاسينجيم
يقول بلاسينجيم في مجتمع العبيد «إن المؤرخين لم يستكشفوا أبدًا حياة العبيد الأمريكيين بشكل ممنهج». ويؤكد بلاسينجيم أنه عندما ركز المؤرخون على مالكي العبيد، قدموا صورة مبتورة عن حياة المَزارع «التي تجرد العبيد من أي ملمح لثقافة، أو أية حياة عائلية، أو أية ديانة، أو أية رجولية ذات معنى أو ذات شكل مميز». ويلخص بلاسينجيم المشكلة في الاعتماد على روايات مالكي الأرض والتي أدت إلى جعل المؤرخين، ومنهم إلكينز، يعتمدون على الوصف التقليدي الذي وسم به المالك العيبد وهو أنهم «أنصاف رجال خاضعين وأنصاف أطفال طيّعين» أي سامبو. إلا أن بلاسينجيم لاحظ سيطرة العبيد على حياتهم، فيقول: «عوضًا عن تطبع العبيد بهوية سادتهم والرضوخ الكامل لهم، تمسك العبيد بما تبقى لهم من الثقافة الأفريقية، وأنموا إحساس بقيمتهم في الأحياء الخاصة بهم، وقضوا معظم أوقات فراغهم بعيدًا عن مراقبة البيض، وتحكموا في مناحي هامة في حياتهم، ومارسوا بإرادتهم الشخصية بعض الأنشطة الفردية ذات المغزى».

### الاحتفاظ بالثقافة الأفريقية وثقافة العبيد
كتب بلاسينجيم أن الثقافة الأفريقية لم تمح محوًا كليًا من أذهان المستعبَدين وثقافتهم بعد استعبادهم، بل أنها «قاومت ضراوة هجمات الاستعباد أكثر مما يظن المؤرخون حتى ذلك اليوم». فقد ظلت بقايا أفريقيا الناجية حاضرة بقوة في الحكي الشعبي، والدين، والروحانيات، والموسيقى، والرقص، واللغة. ويؤكد بلاسينجيم أن الاحتفاظ بالثقافة الأفريقية جاء في شكل رد فعل ضد الاستعباد، فيقول إنه «وبالنظر إلى كل شئ، يبدو أن المجموعات القليلة من الأفارقة الأمريكيين الذين تم استعبادهم في أمريكا في القرنين السابع عشر والثامن عشر، قد نجوا من الأحداث المأساوية الصادمة التي تعرضوا لها، دون أن يصبحوا منصاعين أو خاضعين ودون أن يعاملوا معاملة الأطفال بشكل كامل»، ويكمل قائلًا «حيث أن السواد الأعظم من العبيد في الجنوب في القرن التاسع عشر كانوا من الهنود الحمر -الأمريكيين الأصليين -، فلم يتعرضوا قط لهذه الصدمة -الممر الأوسط - وكانوا قادرين على بناء تحصينات نفسية تمنعهم من الاعتماد الكامل على سادتهم».

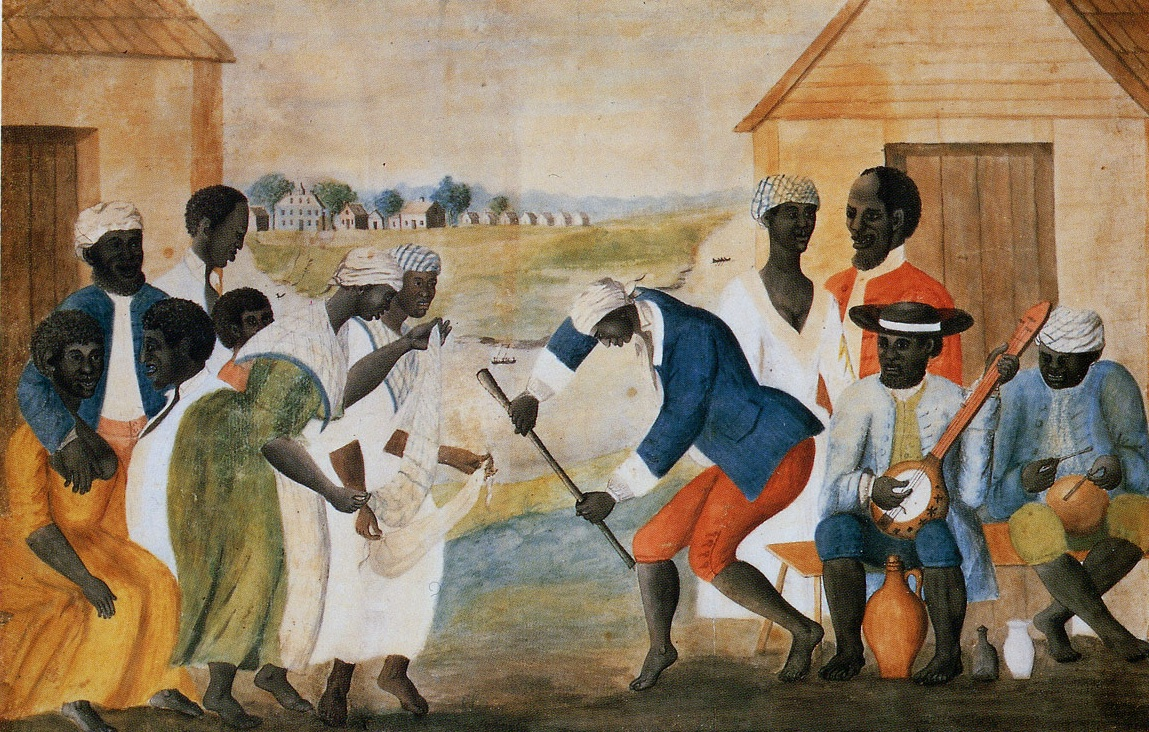
يعتقد بلاسينجيم أن موسيقى العبيد ورقصهم (كما يظهر في هذه اللوحة والمسماة بالمزرعة القديمة) كانا نوعين من المقاومة وأيضًا مثالين مبرهنين على احتفاظ العبيد بالثقافة الأفريقية.

ويؤكد بلاسينجيم أن المؤرخين قد تناولوا بالتحليل «ما يجوز أن يُطلق عليه عمومًا ثقافة العبيد، ولكنهم لم يوفروا معلومات موثوق بها عن الحياة في أحياء العبيد». ويستطرد بلاسينجيم قائلًا: «إن الثقافة التي نمت في ثنايا مجتمع العبيد استقلت بنفسها عن تأثير المالكين. ويلاحظ بلاسينجيم أن العبيد السود في الفترة السابقة للحرب الأهلية ابتكروا العديد من الأشكال الثقافية الفريدة والتي قامت بدورها بتخفيف أعباء القمع، وتدعيم وحدة الجماعة، وتوفير مسالك للجهر بالمظالم، والإبقاء على الأمل، وإنماء إحساس بالاعتزاز بالنفس، وإيجاد منطقة في الحياة بعيدة عن سيطرة الرجل الأبيض بقدر كبير».
ويلاحظ بلاسينجيم أن جذور معظم الحكايات الشعبية المتداولة بين العبيد ترجع إلى غانا، والسنغال، وموريتانيا لقبائل منها الإيوي، والولوف، والهوسا، والتيمنى، والأشانتي، والإيجبو. ويضيف بلاسينجيم أنه قد «تم نقل الكثير من هذه الحكايات إلى الجنوب الأمريكي، ولكن تتجلى ملامح الثقافة الأفريقية في الحكايات التي تقص على لسان الحيوان». ومن الأمثلة الهامة التي يعرضها بلاسينجيم حكاية لقبيلة الإيوي بعنوان لِمَ تهرب الأرانب البرية؟، وهي حكاية عن الاحتيال على أرنب بري رواها عبيدو الجنوب للأطفال السود، وقد سجلها الكاتب جويل تشاندلر هاريس لاحقًا فيما جمعه من قصص تحت اسم العم ريموس. وغالبًا ما صور عبيدو الجنوب الشخصيات في حكايتهم الشعبية في هيئة حيوانات أفريقية مثل الفيلة، والأسود، والقردة.
وعلى الرغم من محاولة المبشرين المسيحيين والمالكين محو المعتقدات الأفريقية الدينية والروحية محوًا كليًا، يقول بلاسينجيم إنه «أما في الولايات المتحدة، فقد انصهرت الكثير من التقاليد الدينية الأفريقية في ديانة واحدة وهي الفودو». فقطع كهنة الفودو وسحرتهم وعدًا للعبيد بأنهم قد يستطيعون أن يجعلوا سادتهم طيبين وأن يؤذوا أعداءهم، وأن ينشروا الحب، وأن يشفوا المرضى. ولاحظ بلاسينجيم أيضًا صمود العديد من المعتقدات الدينية ومنها الشعائر الجنائزية، وتزيين القبور، والرقص، والغناء.
وحاول مالكو العبيد وحكومات الولايات منع العبيد من صنع آلات موسيقية أو العزف عليها لأنهم قرعوا الطبول إيذانًا بثورة استونو في عام 1739. ويوضح بلاسينجيم أنه على الرغم من القيود التي تكبّل العبيد، إلا أنهم قد استطاعوا أن يبنوا تقاليد موسيقية راسخة مستوحاة من التراث الأفريقي. فتشابهت موسيقى العبيد، وأغانيهم، ورقصاتهم مع تلك المعروفة في أفريقيا. ومن الآلات التي قام العبيد بتصنيعها الطبول، والبانجو ذا الثلاث أوتار، وخشاخيش اليقطين، والمندولين.
وعلى الرغم من كل هذا، يخلص بلاسينجيم إلى أنه كان هناك ثمة أشكال من التبادل بين الثقافات في مَزارع الجنوب الأمريكي. ويدعم نتائجه قائلًا «إن التلاقح الثقافي في الولايات المتحدة يشمل التفاعل المتبادل بين ثقافتين وفيه يتأثر الأوروبيون والأفريقيون ببعضهم البعض». ويؤكد بلاسينجيم أن هناك عددًا ملحوظًا اعتنق المسيحية البروتستانتية - في الكنائس المعمدانية والمنهاجية بشكل أساسي- ويقول «إن عدد السود الذين تلقوا تعليمهم الدينى في كنائس البيض في الفترة السابقة للحرب الأهلية كان عددًا كبيرًا، لأن الكنيسة كانت المؤسسة الوحيدة التي أدت دورًا رئيسًا في مساعدة العبيد على التكيف في الولايات المتحدة بعد المَزارع». وحلت المسيحية وحل القساوسة السود من المستعبَدين محل بقايا المعتقدات الدينية الأفريقية تدريجيًا، ومثّلوا عنصرًا آخر من عناصر ثقافة العبيد والذي ساعدهم بدوره في تكوين مجتمعاتهم الخاصة. وفي حضور مالكي العبيد وغيرهم من البيض، دعا القساوسة إلى الطاعة، ولكن غالبًا ما اجتمع العبيد سرًا فيما يجوز وصفه بصلاوات خفية؛ لا تقع تحت مراقبة البيض. وفي هذه الكنائس الخفية أُتيح للعبيد مناقشة أمور الحرية، والتحرير، وعقاب الرب لمالكي العبيد.

### أُسرالعبيد
كان زواج العبيد في الولايات الجنوبية غير قانوني، وحرص المالك دائمًا على فصل من كان يرتبط منهم عن طريق البيع. ويؤكد بلاسينجيم أن سلطة مالكي العبيد شملت زواج عبيدهم. وقد حث المالكون عبيدهم على الارتباط بشخص واحد فحسب من أجل أن «تصبح مهمة تهذيبهم أسهل... فقد كان منطقهم أن احتمال ثورة الرجل الأسود الذي يحب زوجته وأطفاله أو احتمال هروبه أقل منها عند العبد الأعزب». ويقول بلاسينجيم إنه عندما كان يسكن زوج من العبيد في نفس المزرعة كان الزوج يشهد بعينيه جلد زوجته بالسوط، واغتصابها، وبيع أطفاله. ويعقب بلاسينجيم أنه لا شيء يبرهن قلة حيلة العبد أكثر من عدم قدرته على منع بيع زوجته وأطفاله قهرًا.
وعلى الرغم من ذلك يقول بلاسينجيم إنه «وعلى الرغم من أن تكرار تشتت العائلة له أثار سلبية، إلا أنه كان هو السبب الرئيسي في تحمل العبد البقاء في المَزارع دون أن يصبح معتمدًا على سيده أو خاضعًا له بشكل كامل». ويعتقد بلاسينجيم أنه:
| مجتمع العبيد (كتاب) | على الرغم من اختلاف شكل الحياة في أحياء السود كليًا عن حياة الزنوج الأحرار وحياة البيض، قامت عائلة العبيد بتأدية الكثير من الأدوار العائلية التقليدية وأهمها تربية الأطفال. حيث كان الأباء من العبيد هم المسؤولون الرئيسيون عن تدريب أبناءهم؛ فقد كانوا يمهدون لهم صدمة كونهم عبيد ويساعدونهم على استيعاب موقفهم، ويعلمونهم قيم مختلفة عن تلك التي حاول سادتهم غرسها فيهم، وكانوا يعطونهم مصدرًا للاعتزاز بالنفس بعيدًا عن سادتهم. | مجتمع العبيد (كتاب) |

ويؤكد بلاسينجيم أن الآباء من العبيد حاولوا أن يقوموا بحماية صغارهم وأطفالهم الذين قاربوا على الشباب من وحشية الحياة في المَزارع. وعندما يفهم الأطفال أنهم مستعبَدين- ويكون ذلك غالبًا بعدما يجلدوا بالسوط لأول مرة- كان الآباء يثنوهم عن النداءات الغاضبة بداخلهم التي تحثهم على الهرب أو الأخذ بالثأر.
ولكن لاحظ الأبناء أن أباءهم يتصرفون بشكلين مختلفين؛ ففي أحياء العبيد كان الأب كما ينبغي أن يكون الرجل وينتقد البيض بشدة بسبب معاملتهم السيئة له ولعائلته، في حين أنه يظهر مطيعًا وخاضعًا في المزرعة في حضرة سيده. ووفقًا لما كتبه بلاسينجيم «في بعض الحالات استوعب الأطفال شخصية أباءهم الحقيقية وتناقضها مع أنماط سلوكهم». ويعتقد بلاسينجيم أيضًا أن الأطفال قد استوعبوا أن الخضوع هو الوسيلة المناسبة لتجنب العقاب، وأن السلوك الذي يرونه في أحياءهم هو النمط السلوكي الحقيقي الذي يجب أن يتبعوه. ويخلص بلاسينجيم إلى أنه «في أسرة -الأب المستعبد - تعلم العبد الصغير طرق لتجنب ضربات سيده واستمداد الحب والتعاطف من أفراد عائلته من أجل أن يرفع معنوياته. حيث كانت العائلة باختصار منظومة هامة تعين على البقاء على قيد الحياة».

### أنواعالشخصية
يقسم بلاسينجيم أنماط الشخصيات في الجنوب الأمريكي في الفترة السابقة للحرب الأهلية كما جاء في الإنتاج الأدبي إلى ثلاث أنواع:
- سامبو وهو خليط من شخصيات العم ريموس، وجيم كرو، والعم توم وهي تمثل العبد المخلص الخاضع الذي يؤمن بالخرافات.
- جاك وهو يمثل العبد الذي كان يعمل بإخلاص حتى تمت إساءة معاملته، فأصبح غير متعاون وكان يثور في بعض الأحيان. وكان جاك يتجنب الاحتكاك بالرجل الأبيض أو يدّعي احترامه في حضوره، وكان ذلك منطقيًا لأنه وجد أن الرجل الأبيض يفوقه في القوة الجسدية بفارق شاسع.
- نات وهو يمثل العبد الذي يحاول الفرار دائمًا، والذي يثور على البيض، وهذا النوع يخشاه مالكو العبيد. سُمي هذا النوع نات تيمنًا بنات ترنر؛ فشخصية النات كانت تضارع شخصية ترنر نفسه؛ فكانت تنتقم من مالكي العبيد، ولكن كان يتم السيطرة عليها عندما يغلبها أعداد كبيرة من البيض وكان يتم معاقبتها.[28]

ويقول بلاسينجيم إن المؤرخين قد سلطوا الضوء كثيرًا على نوع الشخصية سامبو ودور العلاقة الأبوية المسيطرة، وهذا يتعارض بشكل جذري مع فرضية معاملة العبيد كما لو كانوا أطفال والتي طرحها إلكينز. «كان السامبو من أكثر أنماط شخصيات العبيد شيوعًا في أدب الجنوب في الفترة السابقة للحرب الأهلية الأمريكية حتى أن المؤرخين، دون التعمق في البحث، أجمعوا على أنه وصف دقيق لغالبية شخصيات العبيد».

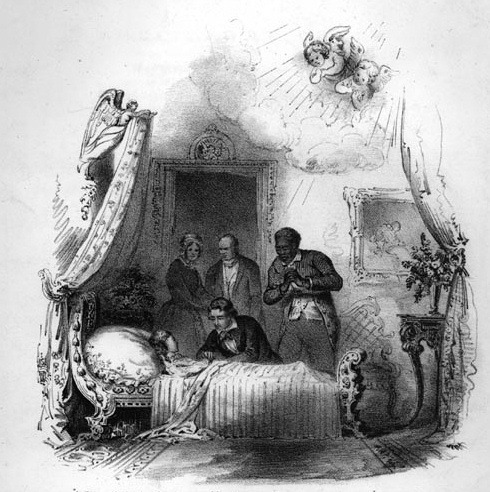
يعتقد [بلاسينجيم أن العبد الوفي والمخلص لم يكن النوع الأكثر شيوعًا كما اعتاد المؤرخون الاعتقاد.

يعتقد بلاسينجيم أن شخصية السامبو قد تكونت نتيجة سلوك الأمريكيين البيض تجاه الأفارقة والأمريكيين الأفارقة. فقد كانوا يعتبرون أنهم بالفطرة همجيين، وسلبيين، ومؤمنين بالخرافات، وطفوليين. وشعر الكتّاب الجنوبيون بالحاجة إلى الدفاع عن العبودية في وجه مزاعم الشماليين الداعين إلى التحرير من العبودية وهي أنه كان يتم معاملة العبيد بطريقة سيئة ووحشية، لذا أصبح السامبو هو النموذج الأكثر شيوعًا لتبرير ضرورة وجود تلك العلاقة الأبوية المسيطرة في المَزارع وتفسيرها. وفي النهاية استخدم مالكو العبيد نموذج السامبو كأداة للتخفيف من خوفهم وقلقهم حيال الميول الثورية التي قد تظهر بين عبيدهم. ويعقب بلاسينجيم: «أنه من هذا المنطلق يتضح أن شخصيةالنات، التي تمثل الثائر الحقيقي أو المستقبلي، تقبع في جوهر صورة العبيد عند البيض. وفي حين كان النات على أتم استعداد لانتهاز أية فرصة للتمرد، لم يكن هناك مفر من اختراع شخصية السامبو من أجل إيجاد الإحساس بالأمان العاطفي لدى الجنوبيين. احتاج الرجل الأبيض إلى أن يصور العبيد في صورة سامبو لنفس الهدف الذي  يقوم المرء بالصفير في الظلام من أجله وهو ألا يفقد شجاعته».
وعلى الرغم من السيطرة الأبوية من مالكي العبيد واتهامهم العبيد بالخضوع، إلا أن بلاسيبجيم يؤكد أنه «يوجد دليل قوي، في المراجع الرئيسة، يبرهن على مقاومة الزنوج لأسرِهم، واشتياقهم الذي لا ينذوي للحرية». ويلخص بلاسينجيم جهود العبيد المبذولة من أجل أن يلوذوا بالفرار أو يثوروا على مالكيهم خاصة ثورة استونو عام 1739، وتمرد تشارلز ديسلونديز في 1811، وتمرد نات ترنر في 1831، ومشاركة العبيد الهاربون في القتال مع السيمينول في فلوريدا أثناء حروب السيمينول. ويخلص بلاسينجيم إلى أن نموذج شخصية السامبو والنات حقيقيان ويستطرد: «كلما ازداد خوف البيض من النات، ازداد تمسكهم بمحاولة تصديق وجود السامبو وذلك كي يهربوا من جنون الشك في محاولة إيذاء العبيد لهم».
ويخلص بلاسينجيم إلى أن هناك أنماط عديدة لشخصيات العبيد تقع فيما بين أقصى الطرفين، السامبو والنات. ويؤكد بلاسينجيم أن تلك الفروق الموجودة بين مزرعة وأخرى، وبين مراقب وآخر، وبين سيد وآخر قد أتاحت للعبيد قدرًا من الحرية، والاعتماد على النفس، والاستقلالية أكبر مما يوفره لهم دورهم المحدد في مؤسسة العبودية. لهذا لم يتوجب على العبيد أن يؤدوا دور الأطفال أو كاملي الطواعية من أجل أن يظلوا في قيد الحياة. ويقارن بلاسينجيم العبودية في مَزارع الجنوب بمعاملة الأسرى في معسكرات الاعتقال النازية. وذلك من أجل أن يبرهن على أن «أهم العوامل المسببة في تصرف المعتقلين في هذه المعسكرات كما لو كانوا أطفال، واعتمادهم الكامل على الغير، وتصرفهم بطواعية تامة هو وجود خطر يهدد حياتهم، فلم يُتاح لهم إلا هذه الحلول القليلة». ويلاحظ بلاسينجيم أنه «باعتبار معسكرات الاعتقال إحدى المؤسسات الشاملة [الإنجليزية]، يُلاحظ وجود اختلافات كثيرة بينها وبين مَزارع الجنوب». ووفقًا لما كتبه بلاسينجيم فإن المَزارع لم تكن منظمة تنظيمًا منطقيًا ولم يكن بها عدد كافٍ من العاملين، ولكن لم يكن الهدف من ذلك هو تعذيب العاملين بها وإبادتهم وفقًا لمنهجية محددة ويرجع ذلك إلى أن هؤلاء العاملون أكثر قيمة من عيار ناري.

## المنهجيةوالمصادر

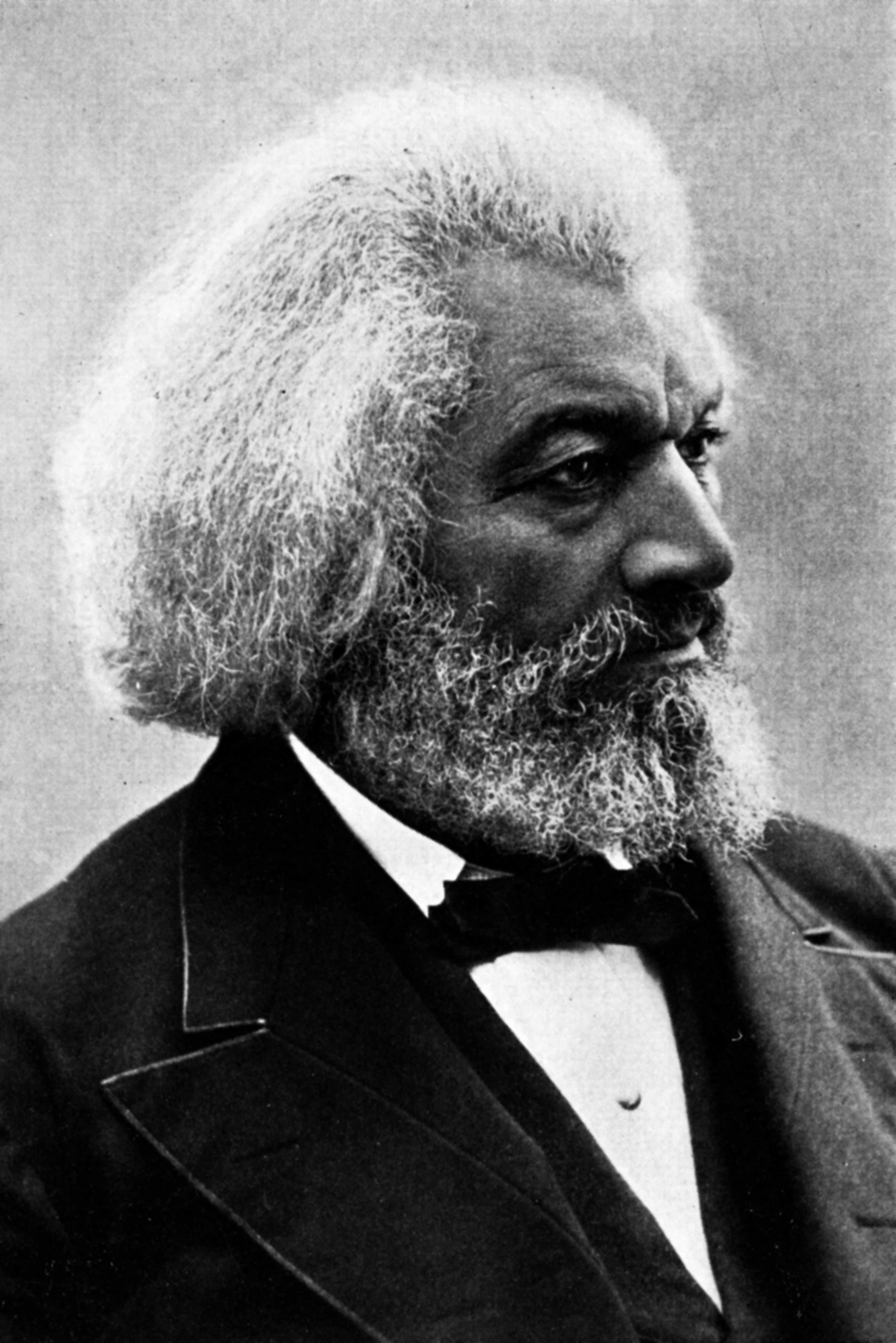
اعتمد بلاسينجيم في كتابه على السير الذاتية التي كتبها العبيد المحررون بأقلامهم ومنها وهي السيرة الذاتية للكاتب فريدريك دوغلاس، عام 1855.

يستخدم بلاسينجيم في كتاب مجتمع العبيد نظرية العلاقات الشخصية المتبادلة، التي وضعها عالم النفس هاري ستاك سوليفان. استخدم بلاسينجيم هذه النظرية من أجل أن يفسر سلوك العبيد في المَزارع في الفترة السابقة للحرب الأهلية. ويعتقد سوليفان أن الأفراد المهمين وهم الأشخاص الذين لديهم السلطة ليكافئوا الفرد على سلوكه أو يعاقبوه بسببه، كانوا المسؤولين الرئيسين عن تحديد سلوك هؤلاء الأفراد. وفي ذلك يقول الباحثون في نظرية العلاقات الشخصية المتبادلة إنه «تتشكل ملامح الأنماط السلوكية وفقًا لعناصر الموقف وطريقة نظر الآخرين للفرد وسلوكه في هذا الوقت». ويعتبر الاعتزاز بالنفس من أهم عناصر الشخصية. ويفسر بلاسينجيم ذلك فيقول إنه «يتأثر اعتزازنا بأنفسنا زيادة أو نقصانًا بملاحظتنا لرأي الآخرين عنا». ويدور السلوك وفقًا لنظرية العلاقات الشخصية المتبادلة حول محاور علاقة السيد بالخاضع فيُلاحظ أن «أي نمط من السلوك يؤدي لظهور مُكمله: فالسيادة تقود للخضوع والعكس صحيح، ويعتمد حد هذا الخضوع على نظام الجماعة التي ينتمي إليها الفرد».
استخدم بلاسينجيم نظرية نفسية أخرى وهي نظرية الدور. وتؤكد هذه النظرية أنه «في أغلب الأحوال يتحدد سلوك الشخص وفقًا لأدواره المحددة له في المجتمع أو الأنماط السلوكية المتوقع أن تصدر منه في بعض المواقف المحددة». ويؤكد بلاسينجيم أنه بتطبيق نظرية العلاقات الشخصية المتبادلة ونظرية الدور على مذكرات العبيد الهاربين، يتسنى للمؤرخين أن يحددوا إلى أي مدى تطابق سلوك العبيد الفعلي مع ما توقعه منه سادتهم، وأيضًا تمكنهم من اكتشاف التضليل الذي قد تخلقه أنماط الشخصية سامبو، وجاك، ونات.
ويعتقد بلاسينجيم أن المؤرخين قد تعمدوا تجاهل السير الذاتية التي كتبها العبيد المحررون بأقلامهم، وخاصة مذكرات العبيد الهاربين. وبالتبعية، يستطرد بلاسينجيم، «تم تسليط الضوء بشكل كبير على مصادر ليس من المعتاد أن تستخدم في مثل هذه الدراسات من أجل يحددوا بدقة ملامح رؤية العبد لأسرِه وأن يكتشفوا سبلًا جديدة ليتعمقوا في آليات عمل نظام العبودية». ويعتمد بلاسينجيم كثيرًا على مذكرات هنري بيب، وهنري كلاي بروس، وإليزابيث كيكلي، وسامويل هول، وسليمان نورثب، وتشارلز بال، وجيرمين ويزلي لوجين، وويليام ويلز براون، وجون براون، وروبرت أندروز، ووليام جرايمز، وأوستن ستيوارد، وفريدريك دوغلاس. ويبني بلاسينجيم أطروحته عن تجارة العبيد الأفارقة، والممر الأوسط، والثقافة الأفريقية على ما جاء في كتاب المذكرات الشيقة لحياة أولاوده إيكويانو أو جوستافوس فاسا الأفريقي عام 1794 للكاتب أولاوده إيكويانو.
ويؤكد بلاسينجيم أنه لم يفسر مذكرات العبيد دون التشكيك فيها، بل إنه راجع تفسيراته لهذه المذكرات مراجعة دقيقة. ويلاحظ بلاسينجيم أن الجدالات التي خاض فيها المؤرخون حول عدم استخدام السير الذاتية تدور حول إمكانية الاعتماد على هذه السير الذاتية، فيقول بلاسينجيم إن «الكثير من المؤرخين يتجنبون استخدام هذه التسجيلات السردية لأنهم شعروا بأن العبد الهارب، نظرًا لكونه الضحية الرئيسة في المؤسسة، لا يستطيع أن يقدم تسجيلًا موضوعيًا لحياة الأسر». ويقول بلاسينجيم مدافعًا عن اعتماده على السير الذاتية إن "«صورة مؤسسة الاستعباد كما هي مرسومة في مذكرات العبيد لا تصف الجحيم على الأرض كما دفعنا أغلب المؤرخون للاعتقاد، فقد احتوت صورة المَزارع التي رسمها العبيد الهاربون على نفس القدر من الاخيار والأشرار، والسود والبيض على غرار عامة البشر».

وبناء على ذلك يخلص بلاسينجيم إلى أن: 
| مجتمع العبيد (كتاب) | السير الذاتية، على غرار كافة الكتابات الشخصية، تفتح نافذة على عالم أكبر من العالم الفردي للشخصية. ومن هذا المنطلق يُقدّم الكتّاب من العبيد تعليقات على مجتمع العبيد الأكبر من موقعهم الذي هم فيه مشاركون وملاحظون في نفس الوقت. ويقيم كاتب السيرة الذاتية، بصفته شاهد عيان، علاقة إتصال تجمع بين المؤرخين وتقريبًا كافة أنواع العبيد. وعندما يتفهم الكُتّاب طبيعة السير الذاتية وهي أنها تسجيل للتجربة الشخصية الفردية الخاصة بالكاتب وفي نفس الوقت تأريخ شاهد عيان لحال العديد من مجتمعات العبيد، يستطيعون أن يروا أنها "تصوير نموذجي" واضح لمجتمعات العبيد. | مجتمع العبيد (كتاب) |

ويستخدم بلاسينجيم، إلى جانب مذكرات العبيد الهاربين، المجلات الصادرة عن الداعين إلى التحرير من العبودية ومنها المحرر والصحيفة القومية لمكافحة العبودية وبينسلفانيا فريمان ونفير ضد العبودية وأيضًا طليعة التحرير العالمي للعبيد. واحتوت هذه المجلات على مقابلات أُجريت مع العبيد، ورسائلهم، وأيضًا سيرهم الذاتية. لكن يؤكد بلاسينجيم «أن دور هذه المجلات لم يتعد الاستزادة في نقل أخبار الجنوبيين البيض وليس العبيد، وعادة ما كانت تتم إعادة طبع هذه المقالات، والخطابات، والمقابلات من العديد من الصحف الجنوبية»".
ولم يستخدم بلاسينجسم مرجعًا أساسيًا في دراسته ألا وهو المقابلات التي أجراها مشروع الكتاب الفيدراليون التابع لإدارة مشروعات العمل، وذلك رغم تأكيده أن «المقابلات التي أجريت مع العبيد تكاد تماثل تلك المذكورة في سيرهم الذاتية في الكشف عن الآليات الداخلية لنظام الاستعباد.. ولكن بعد عمليات التحرير الموسع على المقابلات التي أجراها مشروع الكتاب الفيدراليون التابع لإدارة مشروعات العمل أصبحت الاستفادة منها أمرًا عسيرًا بالمقارنة مع السير الذاتية للسود.» ويفسر بلاسينجيم انتقاده لهذه المقابلات في مقال بقلمه نُشر في صحيفة التاريخ الجنوبي عام 1975. وفيها فسر بلاسينجيم الطرق التي سلكها المحاورون البيض ليحذفوا الشهادات المتضاربة مع الصورة الأبوية المسيطرة المعروفة عن الجنوب في الفترة السابقة للحرب الأهلية وذلك من أجل الاحتفاظ بهذه الصورة. ويخلص بلاسينجيم إلى أن استخدام هذه المقابلات قبل تحليلها تحليلًا نقديًا سيقود بلا أدنى شك إلى رؤية بسيطة ومشوهة للمَزارع؛ وهي أنها كانت مؤسسة تحكمها السيطرة الأبوية وتسودها حياة حب واحترام متبادلان بين السادة والعبيد.
لذا فإن بلاسينجيم يعتمد بشكل أساسي على تأريخ فيليبس، وستامب، وإلكينز ويؤكد تأثره بكتاب العبودية في المسيسيبي عام 1933 للكاتب تشارلز س. سيندور، وكتاب عبودية الزنوج في أركانساس عام 1958 للكاتب أورفيل و. تايلور، وكتاب الاقتصاد السياسي للعبودية عام 1961 للكاتب إيوجين دومينيك جينوفيز، وأيضًا كتاب يضم مختارات من المقالات النقدية وهو الجدل حول العبودية: ستانلي إلكينز ومقالاته النقدية عام 1971 للكاتبة آن ج. لاين.

## الاستقبال والأثر
أقر المؤرخون أهمية كتاب مجتمع العبيد لأنه من أوائل الدراسات التاريخية عن العبودية في الولايات المتحدة التي تُكتب من وجهة نظر العبد. وعلى الرغم من ذلك، انهال الأكاديميون بوابل من النقد على النتائج التي وصل إليها بلاسينجيم ومنهجيته ومصادره. ولكن يقول المؤرخ جورج ب. رويك في عام 1976 «أن النقد اللاذع ليس من شأنه أن يقلل من أهمية الكتاب التي تتجلى في أنه أثار الآراء النقدية لمدة أربع سنوات بعد نشره. ولكن مثله كافة الكتب الجيدة؛ فجميعها يحتاج إلى تطوير».

### الانتقادات
يعقب كيث بولاكوف في كتابه مُعَلِم التاريخ قائلًا إن: «كتاب بلاسينجيم قد قدم لنا ولأول مرة دراسة مفصلة عن حياة العبيد في المَزارع الواسعة، بالإضافة إلى ذلك قدم بلاسينجيم توقعاته التي تثير الانتباه عن الضغوط التي تعرض لها العبيد». ويقول دايفد جولدفيلد في كتابه التاريخ الزراعي إن كتاب بلاسينجيم يُعد من المحاولات الجيدة والمتوازنة لفهم ردود فعل العبيد ضد حياة المَزارع حتى الآن. وهناك أيضًا كارل نيومان ديجلر الذي كتب في صحيفة واشنطن بوست أن الدراسة التي أجراها بلاسينجيم «تقترب من الإجابة الحقيقية للسؤال- ما شعورك وأنت عبد؟- أكثر من أية دراسة سابقة».
وعلى الرغم من ذلك، يوجه المؤرخون انتقادات كثيرة للنتائج التي توصل إليها بلاسينجيم ومنهجيته ومصادره. فقد وصفت ماريان ديب كيلسون أهداف بلاسينجيم في كتاب النقد التاريخي الأمريكي بأنها «لم تحقق كاملةً» لأن بلاسينجيم «يفتقر إلى اتجاه تحليلي واضح». وتعتقد كيلسون أن تحليله لأنواع شخصيات العبيد مذهل وأن الأهداف التي يسعى إليها عن طريق استخدام منهجيته هذه... أهداف ذات قيمة، ولكنه لا يسعى لها بشكل منظم. بالإضافة إلى ذلك، تعتقد كيلسون «أن بلاسينجيم قد فشل في تحليله في نهاية المطاف لأنه ما زال يفتقر إلى التكامل الفكري التام بين الخلفيات الاجتماعية والنفسية». وفي نفس السياق يضيف أورفيل و. تايلور في صحيفة تاريخ الزنوج «أن بلاسينجيم كان يميل إلى التعميم المبالغ فيه، وبالمثل كان يدّعي الأصالة والتفرد دون براهين كافية».
ينتقد المؤرخ الاقتصادي ستانلي لويس إنجرمان كتاب بلاسينجيم في صحيفة الاقتصاد السياسي لأنه لم يكتبه علماء الاقتصاد ولم يُكتب من أجلهم، وأيضًا لأنبلاسينجيم يستخدم التحليلات الاقتصادية في نطاق محدود. ويضيف ستانلي أنه «لما كان الكتاب يهتم بما يمكن وصفه بكلمة الاستقلالية الشخصية وبثقافة العبيد أيضًا، فإن الكتاب مخصصًا للتراث الأفريقي بما فيه من موسيقى العبيد وديانتهم وموروثهم الشعبي؛ وبالإضافة إلى ذلك فهو مخصص لبحث قضية أُسر العبيد وعلاقتهم الشخصية الأخرى». ويعترف إنجرمان «أن كتاب مجتمع العبيد قد كُتب في مرحلة انتقالية في تفسير ثقافة العبودية وثقافة السود. ولكن يبدو أن المؤلف كان غير واثقًا في بعض الأوقات  من الاتجاه الذي يسير فيه. ويخلص إنجرمان أن ما قام به بلاسينجيم من تحليل لم يكن كاملًا في أنه لم يقدم صورة لمشهد مختلف وأكثر تشعبًا. وذلك على الرغم من أنه نجح في تقديم الصعوبات التي واجهتهُ في رسم تشبيه معسكرات التجميع وفي رسم أسطورة السامبو أيضًا».
وانتقد المؤرخون بلاسينجيم لسبب آخر وهو أنه لم يستخدم المقابلات التي أجراها مشروع الكتاب الفيدراليين التابع لإدارة مشروعات العمل وأنه اعتمد على مذكرات العبيد الهاربين فحسب. وكتب ويلي لي روز في صحيفة التاريخ الأمريكي «أن استخدام بلاسينجيم لمذكرات العبيد الهاربين يشوبه إهمال المقابلات التي أجراها مشروع الكتاب الفيدراليون التابع لإدارة مشروعات العمل». ويعتقد كينيث ويجينز بورتر أن اعتماد بلاسينجيم على المصادر الورقية نقطة ضعف كبيرة. ويعتقد أيضًا أنه لا يستخدم عددًا كافيًا من مصادر كتبت بأياد البيض ومنها سجلات المَزارع وسرديات الترحال، وعلى وجه الخصوص وصف فريدريك لو أولمستد للحياة في الجنوب قبل الحرب الأهلية الأمريكية. ويقول جورج رويك إننا في حاجة ماسة إلى عمل يصور حياة النساء السود في زمن العبودية ويُحللها، وذلك لأننا لدينا الكثير من الأعمال الأدبية التي تدور حول عبودية الرجال السود تحديدًا. ويضيف رويك أن بلاسينجيم، للأسف، لم يساعدنا في تلك المهمة على الإطلاق. ويظن رويك أن بلاسينجيم كان ليُصور تلك الصراعات البطولية التي خاضتها النساء السود بالأصالة عن نفسهن وعن كافة مجتمع السود إذا ما استخدم المقابلات التي التي أجراها مشروع الكتاب الفيدراليون التابع لإدارة مشروعات العمل.
وبالإضافة إلى ذلك، تباينت ردود فعل المؤرخين تجاه استخدام بلاسينجيم نظريات علم النفس. ويسلط جورج مولين للكتاب والذي نُشر في الدورية العلمية وليام اند ماري كوارترلي الضوء على استخدام بلاسينجيم لعلم النفس، فيقول أن بلاسينجيم قد قصر سلوك العبيد وثقافتهم على أدوارهم وطبائعهم النفسية. ويخلص إلى أنه لا يزال الوقت مبكرًا لتطبيق فكر إدوارد بالمر تومبسون على مجتمع السود الأمريكيين في فترة العبودية. وأن هذه القضية لا تزال في حاجة إلى تعمق المؤرخون الاجتماعيون أو المؤرخون الاقتصاديون في بحثه. ويعتقد رويك أنه من الأخطاء الفادحة التي ارتكبها بلاسينجيم هو استخدام نظريات لا تزال موضع خلاف كبير وهي نظريات الدور النفسي والاجتماعي التي تنتمي لفلسفة الحتمية، وترتبط تلك النظريات... بإرفنج جوفمان وهنري ستاك سوليفان. وينتقد رويك استعمال هذه النظريات لأنها تُعد محاكاة ساخرة للتركيب المعقد الأولي لنفسية المظلومين، فهم يرون أنفسهم من منظور اجتماعي سلبي. وفي نفس الوقت يناهضون صورة الناس عنهم وعن سلوكهم. ويبدو أن رويك على يقين بأن بلاسينجيم كان ليتوصل للاستنتاجات عينها من مصادره دون استخدام علم النفس. وذلك لأن البرهان التاريخي موجود في كفاح العبيد وفي استعداءهم السادة. ومن ناحية أخرى، امتدح إيوجين دومينك جيونفيز وأيضًا إيرل إى. ثروب استخدام بلاسينجيم نظريات علم النفس، ولكنهم أيضًا اعترفا بأنهما يفضلا التفسيرات الفرويدية والماركسية أكثر من التفسيرات القائمة على نظرية سوليفان.

### الأثر
في عام 1976، عقدت رابطة دراسة حياة الأمريكيين الأفارقة جلسة مناقشة كتاب مجتمع العبيد في شيكاجو. وضمت لجنة المناقشة ماري فرانسيس بيري وهبربرت جتمان وليزلي هوارد أوينز وجورج رويك وإيرل ثروب وأيضًا إيوجين جينوفيز. وكان بلاسينجيم يجاوب أسئلة اللجنة ويفند نقدهم. ونتج عن هذه المناقشة نشر كتاب يضم مقتطفات ومختارات من كتاب بلاسينجيم. ووقف على تحرير هذا الكتاب أل-توني جيلمور ونشر الكتاب بعنوان رؤية جديدة لمجتمع عبيد بلاسينجيم: رأي الباحثون عام 1978. ويضم الكتاب مقالات كتبها أعضاء لجنة المناقشة بالإضافة إلى ستانلي إنجرمن. ويحتوي المجلد أيضًا على مقال كتبه بلاسينجيم تحت عنوان إعادة تعريف مجتمع العبيد: ردًا على النقاد.
كان لكتاب مجتمع العبيد أثرًا كبيرًا على أعمال تأريخ العبودية في الولايات المتحدة منذ نشره في عام 1972، ونشر النسخة المنقحة والمزيدة في عام 1979. وكتبت إيوجين جينوفيز في طبعة 1976 من كتابها تحرك يا جوردان، تحرك: العالم وصنع العبيد، أن كتاب بلاسينجيم «يبرهن على أن سرديات العبيد الهاربين المنشورة قد يكون لها قيمة كبيرة». ويستخدم مؤلفي كتاب دراسة العبودية عام 1976 النتائج التي توصل إليها بلاسينجيم في نقد الآراء التي يدافع عنها روبرت وليام فوجل وستانلي إنجرمان في كتابهما الصادر عام 1974. ويعقب ألبرت جوردي رابوتو في كتاب ديانة العبيد: المؤسسة الخفية في جنوب ما قبل الحرب الأهلية قائلًا إنه يجب علينا أن نناقش اختفاء ديانة العبيد بتهكم: فقد كان إهمال المؤرخين للمصادر التي كتبها العبيد هو السبب الأساسي في اختفاءها. ويشيد رابتوتو ببلاسينجيم وغيره لأنهم برهنوا قيمة المصادر التي كتبها العبيد. وقد عززت الدراسة الشهيرة التي قام بها المؤرخ تشارلز جوينر وعنوانها إلى الأسفل على ضفاف النهر: مجتمع عبيد ساوث كارولينا عام1984، عززت النتائج التي خرج بها بلاسينجيم في كتابه مجتمع العبيد، بل وأنها اعتمدت أيضًا على أدلة مشابهة.
وتعتمد المؤرخة ديبرا جراي وايت على دراسة بلاسينجيم للحياة الأسرية للعبيد في دراستها التي ظهرت تحت عنوان ألستُ امرأة؟: العبيد الإناث في جنوب المَزارع عام 1985. ويتشابه فكر وايت مع فكر بلاسينجيم، فتقول وايت: «تبحث هذه الدراسة في العبيد الإناث في أمريكا وتثبت أنهن لم يكن خاضعات، أو تابعات، أو شديدات الحياء حول الجنس، بل أنه لم ينتظر أحد منهن أن يكن على هذه الشاكلة». وتناقش وايت صورتين نمطيتيين عن شخصيات النساء الأمريكيات من أصل أفريقي يروجهما الأمريكيون البيض وهما نمطا مامي وجيزبيل. وتضع وايت كتاب مجتمع العبيد في مصاف كلاسيكيات هذا المجال. ولكنها تلاحظ أيضًا «أن بلاسينجيم حرص على التأكيد على أن الكثير من السادة اعتبروا الذكور هم أرباب العائلات. ولاحظ بلاسينجيم أنه عندما كان يغازل الرجال النساء، كانوا يتقربون منهن ويبالغون في إظهار براعتهم. وعلى الرغم من ذلك، لم يناقش بلاسينجيم ردود فعل العبيد الإناث في هذا النشاط بشكل كاف. وتخلص وايت إلى أن بلاسينجيم قد وصف الطرق التي سلكها العبيد الذكور ليحصلوا على مكانة في الأسرة، ولكن لم يصف نظيرها عند النساء».
وتدون إليزابيث فوكس- جينوفيز ملاحظات مماثلة في كتابها داخل حرم المزرعة: النساء السود والبيض في الجنوب القديم عام 1988. وتلاحظ جينوفيز «أن كتاب مجتمع العبيد، مثله كافة كتب التاريخ التي نُشرت في الستينات والسبعينات، لم يعالج تاريخ النساء بشكل مباشر، وذلك على الرغم من أن الكثير من المورخين الآخرين أقاموا وزنًا لحياة النساء عبر الزمن. والكثير من الكُتاب الذكور أنجزوا ما لهم من كتابات قبل تطور دراسة تاريخ النساء وصولًا لمنهج لدراسته. وعلى الرغم من ذلك، فقد أعاق تقدم المؤرخون الذين اعتنوا بالأمر ندرة المصادر وأربكهم أيضًا الأسئلة التي سوف يطرحها المدافعون عن حقوق المرأة فور صدور كتاباتهم».

## النسخة المنقحة والمزيدة
بعد أن عقدت رابطة دراسة حياة الأمريكيين الأفارقة جلسة مناقشة كتاب مجتمع العبيد عام 1976، وبعد صدور كتاب رؤية جديدة لمجتمع عبيد بلاسينجيم عام 1978، نشر بلاسينجيم نسخة منقحة ومزيدة من كتاب مجتمع العبيد عام 1979. وفي توطئة الطبعة الجديدة، يؤكد بلاسينجيم أنه تحتم عليه أن يقوم بمراجعة الكتاب بسبب جورج بينتلي، وهو قس من ولاية تينيسي يتبع المعمدانية البدائية ويؤيد العبودية. وكان هذا القس يعظ في كنيسة خاصة بالبيض في خمسينات القرن التاسع عشر. وأراد بلاسينجيم أن «يوفر حلًا للكم الهائل من المعضلات التي يطرحها جورج بينتلي»، وأراد أيضًا أن يجاوب كل الأسئلة، وأن يلبي التحديات التي دُعي إليها، وأن يفند الانتقادات التي وجهها الباحثون إلى كتابه مجتمع العبيد منذ نشره.
ويكتب بلاسينجسم أنه قد حرص على استخدام الاقتراحات المنشورة في كتاب رؤية جديدة لمجتمع عبيد بلاسينجيم وذلك دون الاستفاضة في الاعتراض أو الجدال. وتُعد الاستفاضة في مناقشة عناصر الثقافة الأفريقية الناجية وحياة العبيد العائلية وثقافتهم والتكيف من أهم التعديلات التي أُدخلت على الطبعة الجديدة. وقد أضاف بلاسينجيم فصل بعنوان أمركة العبد وأفرقة الجنوب حيث يرى بلاسينجيم تشابه بين تكيف العبيد الأمريكيين من أصل أفريقي في الجنوب الأمريكي، وتكيف العبيد الأفريقيين في أمريكا اللاتينية، وتكيف العبيد الأوربيين في شمال أفريقيا والإمبراطورية العثمانية. ويقارن بلاسينجيم بين اعتناق العبيد في الولايات الجنوبية المسيحية البروتستانتية، واعتناق العبيد الأوربيين في شمال أفريقيا الإسلام، واعتناق العبيد الأفارقة في أمريكا اللاتينية الكاثوليكية.

ويناقش بلاسينجيم في الطبعة الجديدة تاريخ العبودية المنشور في الفترة بين 1972 و1978. وعلى سبيل المثال، يناقض بلاسينجيم دراسة روبرت فوجيل وستانلي إنجرمان الاقتصادية والإحصائية عن العبودية والمنشورة في كتابهما. فيكتب بلاسينجيم: 
| مجتمع العبيد (كتاب) | يعرف المعاصرون للأمر الكثير عن نقاط قوة وضعف الإحصاءات أكثر من الباحثين الذين يستخدمون هذه البيانات بعد عقود من تجميعها. الأرقام والدقة ليسوا مترادفين: فالحقائق الإحصائية ليست أكثر وضوحًا من الحقائق المنصوص عليها في كتب الأدب. في الواقع، تعتمد التحليلات الإحصائية بشكل كبير على الاستنتاج، لذا يتوجب على الباحث أن يفحص قواعد البيانات من أجل أن يحدد مدى صحة البيانات المبنية عليها. وليس للبيانات الإحصائية معنى هام، أيًا كان جامعوها؛ من المزارعين أو الأطباء أو رجال الدين أو مسؤولين في الجيش أو جامعي بيانات التعداد، إلا بعد الجمع بينها وبين المادة الأدبية التي تحت أيدينا. المادة التاريخية والإحصائية جافة، تدب فيها الحياة عندما يتم تنقحيها من خلال مطابقتها مع السجلات التي خلفها شهود العيان. | مجتمع العبيد (كتاب) |

وبعد أن استعرض جراي ب. ميلز النسخة المنقحة والمزيدة، كتب في صحيفة التاريخ الجنوبي «أنه وبعد تنحية كافة الخلافات والمراجعات جانبًا، نرى أن كتاب مجتمع العبيد لا يزال ذا أهمية كبيرة، ولا يزال موقف المؤلف من الكتلتين؛ العبيد ومالكيهم، وهو أنهما يقعان في أقصى طرفي خط الصورة النمطية، يحتفظ بقوة وجوده. وسوف تبقى مهمة تحديد موقع الكتلتين بالتحديد على مقياس يتدرج من واحد إلى عشرة، مرتبطة بالأراء الشخصية للقراء»".

## كتب
- Gilmore, Al-Tony, ed. Revisiting Blassingame's The Slave Community: The Scholars Respond. Westport, Conn.: Greenwood Press, 1978. ISBN 0-8371-9879-8.
- Issel, William. "History, Social Science, and Ideology: Elkins and Blassingame on Ante-bellum American Slavery". The History Teacher 9 November 1975: pp. 56–72.
- Kaye, Anthony E. "'In the Neighborhood': Toward a Human Geography of U.S. Slave Society". Southern Spaces, September 3, 2008,
- Kolchin, Peter. "Reevaluating the Antebellum Slave Community: A Comparative Perspective". Journal of American History 70 (December 1983): pp. 579–601.
- Parish, Peter J. Slavery: History and Historians. New York: Westview Press, 1989. ISBN 0-06-430182-6.
- White, John. "Inside Slavery". Reviews in American History 1 (December 1973): pp. 514–519.

## وصلات داخلية
- كوخ العم طوم

## وصلات خارجية
- مجتمع العبيد على مطبعة جامعة أكسفورد.
- مجتمع العبيد على كتب جوجل.